# Паразавролофуси
Паразауролофите (Parasaurolophus) са род тревопасни динозаври от семейство Hadrosauridae, които са живели в това, което сега е Северна Америка по времето на края на периода Креда, преди около 76,5 – 73 милиона години.
Родът включва три познати вида: P. walkeri (типов вид), P. tubicen и P. cyrtocristatus, останки от които са открити в Албърта (Канада) и Ню Мексико и Юта (САЩ). Родът е описан за първи път през 1922 г. от William Parks по открити череп и частичен скелет в Албърта.

## Описание
Паразауролофът е достигал на дължина до 12 m, а на височина – до 4 m. Тежал е около 5 тона. През повечето време е ходел на четири крака но при опасност е бягал бързо на два крака, или ако е бил на стада събаряли дърво върху заплахата и го чакат да избяга. Имал е костен гребен на главата с дължина около 1,5 m. Той е с неизвестно значение.
Хранел се е с растения, които откъсвал със специално пригодените за това малки ромбовидни зъби. По време на хранене е използвал само една малка група от всичките си зъби, които непрекъснато се заменяли с нови.